# Gnophosema kurdistana
Gnophosema kurdistana är en fjärilsart som beskrevs av Ebert 1968. Gnophosema kurdistana ingår i släktet Gnophosema och familjen mätare. Inga underarter finns listade i Catalogue of Life.